# Temporada da NFL de 2012
A Temporada de 2012 da NFL foi a 93ª temporada regular da National Football League, a principal liga profissional de futebol americano dos Estados Unidos. Ela começou em 5 de setembro de 2012, com o então atual campeão New York Giants recebendo o rival Dallas Cowboys no MetLife Stadium, e se encerrou no Super Bowl XLVII, a grande final, em 3 de fevereiro de 2013, no Mercedes-Benz Superdome em Nova Orleães. Na partida decisiva pelo título da temporada, o Baltimore Ravens se consagrou campeão com uma vitória sobre o San Francisco 49ers por 34 a 31.

## Greve dos árbitros
Em junho de 2012, a liga e a Associação de Árbitros não chegaram a um entendimento sobre o novo acordo coletivo de trabalho. Por consequência, os árbitros acabaram entrando em lockout (greve), forçando a NFL a substituir os juízes. Esses substitutos vinham de divisões baixas de campeonatos de faculdades ou escolas secundárias, sendo que nenhum deles pertence a 1ª Divisão da NCAA, da elite do futebol americano universitário. As negociações começaram mal, com ambos os lados acusando o outro de não agir o suficiente para por fim a greve e por violar leis trabalhistas no que tange a negociações contratuais.
Entre as principais exigências dos árbitros estavam melhores salários, além da manutenção de benefícios. A liga inicialmente ofereceu um acordo de sete anos, e aumento de 5% a 11% nas compensações, e um aumento na pensão pós-aposentadoria. A NFL também quer montar um grupo de juízes fixos trabalhando em tempo integral, contudo cerca de 90% dos árbitros ainda trabalham apenas em meio período e não queriam abrir mão dos outros trabalhos que possuiam. A Associação de Árbitros então comentou que não era contra juízes trabalhando em tempo integral mas queriam assegurados todas as compensações por tal esforço. Além disso, a NFL queria aumentar o número de árbitros trabalhando em cada jogo de 17 para 20.
Na noite de 26 de setembro de 2012, o sindicato dos árbitros e a Liga chegaram a um entendimento e assinaram um novo acordo trabalhista encerrando assim a greve. Nas três primeiras semanas da temporada, os jogos foram apitados por juízes substitutos e suas performances acabaram sendo altamente criticadas pelos jogadores e pela mídia americana. Segundo analistas, este foi um dos fatores para que o novo acordo fosse finalmente assinado.

## Classificação
V = Vitórias, D = Derrotas, E = Empates, PCT = porcentagem de vitórias, PF= Pontos feitos, PS = Pontos sofridos
Classificados para os playoffs estão marcados em verde
| AFC Leste               |    |    |   |       |     |     |
| Time                    | V  | D  | E | PCT   | PF  | PS  |
| New England Patriots(2) | 12 | 4  | 0 | 75%   | 557 | 331 |
| Miami Dolphins          | 7  | 9  | 0 | 43,8% | 288 | 317 |
| New York Jets           | 6  | 10 | 0 | 37,5% | 281 | 375 |
| Buffalo Bills           | 6  | 10 | 0 | 37,5% | 344 | 435 |
| AFC Norte               |    |    |   |       |     |     |
| Time                    | V  | D  | E | PCT   | PF  | PS  |
| Baltimore Ravens(4)     | 10 | 6  | 0 | 62,5% | 398 | 344 |
| Cincinnati Bengals(6)   | 10 | 6  | 0 | 62,5% | 391 | 320 |
| Pittsburgh Steelers     | 8  | 8  | 0 | 50%   | 336 | 314 |
| Cleveland Browns        | 5  | 11 | 0 | 31,3% | 302 | 368 |
| AFC Sul                 |    |    |   |       |     |     |
| Time                    | V  | D  | E | PCT   | PF  | PS  |
| Houston Texans(3)       | 12 | 4  | 0 | 75%   | 416 | 331 |
| Indianapolis Colts(5)   | 11 | 5  | 0 | 68,8% | 357 | 387 |
| Tennessee Titans        | 6  | 10 | 0 | 37,5% | 330 | 471 |
| Jacksonville Jaguars    | 2  | 14 | 0 | 12,5% | 255 | 444 |
| AFC Oeste               |    |    |   |       |     |     |
| Time                    | V  | D  | E | PCT   | PF  | PS  |
| Denver Broncos(1)       | 13 | 3  | 0 | 81,3% | 481 | 289 |
| San Diego Chargers      | 7  | 9  | 0 | 43,8% | 350 | 350 |
| Oakland Raiders         | 4  | 12 | 0 | 25%   | 290 | 443 |
| Kansas City Chiefs      | 2  | 14 | 0 | 12,5% | 211 | 425 |

| NFC Leste              |    |    |   |       |     |     |
| Time                   | V  | D  | E | PCT   | PF  | PS  |
| Washington Redskins(4) | 10 | 6  | 0 | 62,5% | 436 | 388 |
| New York Giants        | 9  | 7  | 0 | 56,3% | 429 | 344 |
| Dallas Cowboys         | 8  | 8  | 0 | 50%   | 376 | 400 |
| Philadelphia Eagles    | 4  | 12 | 0 | 25%   | 280 | 444 |
| NFC Norte              |    |    |   |       |     |     |
| Time                   | V  | D  | E | PCT   | PF  | PS  |
| Green Bay Packers(3)   | 11 | 5  | 0 | 68,8% | 433 | 336 |
| Minnesota Vikings(6)   | 10 | 6  | 0 | 62,5% | 379 | 348 |
| Chicago Bears          | 10 | 6  | 0 | 62,5% | 375 | 277 |
| Detroit Lions          | 4  | 12 | 0 | 25%   | 372 | 437 |
| NFC Sul                |    |    |   |       |     |     |
| Time                   | V  | D  | E | PCT   | PF  | PS  |
| Atlanta Falcons(1)     | 13 | 3  | 0 | 81,3% | 419 | 299 |
| Carolina Panthers      | 7  | 9  | 0 | 43,8% | 357 | 363 |
| New Orleans Saints     | 7  | 9  | 0 | 43,8% | 461 | 454 |
| Tampa Bay Buccaneers   | 7  | 9  | 0 | 43,8% | 389 | 394 |
| NFC Oeste              |    |    |   |       |     |     |
| Time                   | V  | D  | E | PCT   | PF  | PS  |
| San Francisco 49ers(2) | 11 | 4  | 1 | 71,9% | 397 | 273 |
| Seattle Seahawks(5)    | 11 | 5  | 0 | 68,8% | 412 | 245 |
| St. Louis Rams         | 7  | 8  | 1 | 46,9% | 299 | 348 |
| Arizona Cardinals      | 5  | 11 | 0 | 31,3% | 250 | 357 |

Desempates
- New England conquistou a segunda melhor posição na AFC, apesar de ter campanha igual a Houston, por causa da vantagem no confronto direto entre as equipes durante a temporada.
- New York Jets terminou à frente de Buffalo na AFC East baseado num melhor retrospecto contra adversários em comum (5–7 contra 3–9).
- Baltimore conquistou o título da AFC North sobre Cincinnati por ter tido uma melhor campanha dentro da divisão (4–2 contra 3–3).
- Minnesota conquistou a sexta posição na NFC sobre Chicago por ter tido uma melhor campanha dentro da divisão (4–2 contra 3–3).
- Carolina e New Orleans terminaram à frente de Tampa Bay na NFC South baseado num melhor retrospecto contra adversários em comum (5–5 contra 4–6 de Tampa Bay), enquanto Carolina terminou em segundo lugar pois venceu o confronto direto contra New Orleans durante a temporada.

## Jogos da temporada regular
| Semana 1               |        |                      |        |                               |
| Time visitante         | Pontos | Time da casa         | Pontos | Local do jogo                 |
| 5 de setembro de 2012  |        |                      |        |                               |
| Dallas Cowboys         | 24     | New York Giants      | 17     | MetLife Stadium               |
| 9 de setembro de 2012  |        |                      |        |                               |
| Indianapolis Colts     | 21     | Chicago Bears        | 41     | Soldier Field                 |
| Atlanta Falcons        | 40     | Kansas City Chiefs   | 24     | Arrowhead Stadium             |
| Philadelphia Eagles    | 17     | Cleveland Browns     | 16     | Cleveland Browns Stadium      |
| Washington Redskins    | 40     | New Orleans Saints   | 32     | Mercedes-Benz Superdome       |
| St. Louis Rams         | 23     | Detroit Lions        | 27     | Ford Field                    |
| New England Patriots   | 34     | Tennessee Titans     | 13     | LP Field                      |
| Jacksonville Jaguars   | 23     | Minnesota Vikings    | 26     | Hubert H. Humphrey Metrodome  |
| Buffalo Bills          | 28     | New York Jets        | 48     | MetLife Stadium               |
| Miami Dolphins         | 10     | Houston Texans       | 30     | Reliant Stadium               |
| Seattle Seahawks       | 16     | Arizona Cardinals    | 20     | University of Phoenix Stadium |
| San Francisco 49ers    | 30     | Green Bay Packers    | 22     | Lambeau Field                 |
| Carolina Panthers      | 10     | Tampa Bay Buccaneers | 16     | Raymond James Stadium         |
| Pittsburgh Steelers    | 19     | Denver Broncos       | 31     | INVESCO Field at Mile High    |
| 10 de setembro de 2012 |        |                      |        |                               |
| Cincinnati Bengals     | 13     | Baltimore Ravens     | 44     | M&T Bank Stadium              |
| San Diego Chargers     | 22     | Oakland Raiders      | 14     | McAfee Coliseum               |

| Semana 2               |        |                      |        |                                |
| Time visitante         | Pontos | Time da casa         | Pontos | Local do jogo                  |
| 13 de setembro de 2012 |        |                      |        |                                |
| Chicago Bears          | 10     | Green Bay Packers    | 23     | Lambeau Field                  |
| 16 de setembro de 2012 |        |                      |        |                                |
| Tampa Bay Buccaneers   | 34     | New York Giants      | 41     | MetLife Stadium                |
| Oakland Raiders        | 13     | Miami Dolphins       | 35     | Sun Life Stadium               |
| Houston Texans         | 27     | Jacksonville Jaguars | 7      | Jacksonville Municipal Stadium |
| Cleveland Browns       | 27     | Cincinnati Bengals   | 34     | Paul Brown Stadium             |
| Kansas City Chiefs     | 17     | Buffalo Bills        | 35     | Ralph Wilson Stadium           |
| Baltimore Ravens       | 23     | Philadelphia Eagles  | 24     | Lincoln Financial Field        |
| New Orleans Saints     | 27     | Carolina Panthers    | 35     | Bank of America Stadium        |
| Arizona Cardinals      | 20     | New England Patriots | 18     | Gillette Stadium               |
| Minnesota Vikings      | 20     | Indianapolis Colts   | 23     | Lucas Oil Stadium              |
| Washington Redskins    | 28     | St. Louis Rams       | 31     | Edward Jones Dome              |
| Dallas Cowboys         | 7      | Seattle Seahawks     | 27     | CenturyLink Field              |
| New York Jets          | 10     | Pittsburgh Steelers  | 27     | Heinz Field                    |
| Tennessee Titans       | 10     | San Diego Chargers   | 38     | Qualcomm Stadium               |
| Detroit Lions          | 19     | San Francisco 49ers  | 27     | Candlestick Park               |
| 17 de setembro de 2012 |        |                      |        |                                |
| Denver Broncos         | 21     | Atlanta Falcons      | 27     | Georgia Dome                   |

| Semana 3               |        |                     |        |                               |
| Time visitante         | Pontos | Time da casa        | Pontos | Local do jogo                 |
| 20 de setembro de 2012 |        |                     |        |                               |
| New York Giants        | 36     | Carolina Panthers   | 7      | Bank of America Stadium       |
| 23 de setembro de 2012 |        |                     |        |                               |
| Tampa Bay Buccaneers   | 10     | Dallas Cowboys      | 16     | Cowboys Stadium               |
| Jacksonville Jaguars   | 22     | Indianapolis Colts  | 17     | Lucas Oil Stadium             |
| Buffalo Bills          | 24     | Cleveland Browns    | 14     | Cleveland Browns Stadium      |
| New York Jets          | 23     | Miami Dolphins      | 20     | Sun Life Stadium              |
| Kansas City Chiefs     | 27     | New Orleans Saints  | 24     | Mercedes-Benz Superdome       |
| Cincinnati Bengals     | 38     | Washington Redskins | 31     | FedEx Field                   |
| St. Louis Rams         | 6      | Chicago Bears       | 23     | Soldier Field                 |
| San Francisco 49ers    | 13     | Minnesota Vikings   | 24     | Hubert H. Humphrey Metrodome  |
| Detroit Lions          | 41     | Tennessee Titans    | 44     | LP Field                      |
| Atlanta Falcons        | 27     | San Diego Chargers  | 3      | Qualcomm Stadium              |
| Philadelphia Eagles    | 6      | Arizona Cardinals   | 27     | University of Phoenix Stadium |
| Pittsburgh Steelers    | 31     | Oakland Raiders     | 34     | McAfee Coliseum               |
| Houston Texans         | 31     | Denver Broncos      | 25     | INVESCO Field at Mile High    |
| New England Patriots   | 30     | Baltimore Ravens    | 31     | M&T Bank Stadium              |
| 24 de setembro de 2012 |        |                     |        |                               |
| Green Bay Packers      | 12     | Seattle Seahawks    | 14     | CenturyLink Field             |

| Semana 4                     |        |                      |        |                                |
| Time visitante               | Pontos | Time da casa         | Pontos | Local do jogo                  |
| 27 de setembro de 2012       |        |                      |        |                                |
| Cleveland Browns             | 16     | Baltimore Ravens     | 23     | M&T Bank Stadium               |
| 30 de setembro de 2012       |        |                      |        |                                |
| New England Patriots         | 52     | Buffalo Bills        | 28     | Ralph Wilson Stadium           |
| San Francisco 49ers          | 34     | New York Jets        | 00     | MetLife Stadium                |
| Seattle Seahawks             | 13     | St. Louis Rams       | 19     | Edward Jones Dome              |
| Carolina Panthers            | 28     | Atlanta Falcons      | 30     | Georgia Dome                   |
| Minnesota Vikings            | 20     | Detroit Lions        | 13     | Ford Field                     |
| San Diego Chargers           | 37     | Kansas City Chiefs   | 20     | Arrowhead Stadium              |
| Tennessee Titans             | 14     | Houston Texans       | 38     | Reliant Stadium                |
| Cincinnati Bengals           | 27     | Jacksonville Jaguars | 10     | Jacksonville Municipal Stadium |
| Oakland Raiders              | 6      | Denver Broncos       | 37     | INVESCO Field at Mile High     |
| Miami Dolphins               | 21     | Arizona Cardinals    | 24     | University of Phoenix Stadium  |
| Washington Redskins          | 24     | Tampa Bay Buccaneers | 22     | Raymond James Stadium          |
| New Orleans Saints           | 27     | Green Bay Packers    | 28     | Lambeau Field                  |
| New York Giants              | 17     | Philadelphia Eagles  | 19     | Lincoln Financial Field        |
| 1 de outubro de 2012         |        |                      |        |                                |
| Chicago Bears                | 34     | Dallas Cowboys       | 18     | Cowboys Stadium                |
| Não jogaram: Colts, Steelers |        |                      |        |                                |

| Semana 5                                         |        |                      |        |                                |
| Time visitante                                   | Pontos | Time da casa         | Pontos | Local do jogo                  |
| 4 de outubro de 2012                             |        |                      |        |                                |
| Arizona Cardinals                                | 3      | St. Louis Rams       | 17     | Edward Jones Dome              |
| 7 de outubro de 2012                             |        |                      |        |                                |
| Philadelphia Eagles                              | 14     | Pittsburgh Steelers  | 16     | Heinz Field                    |
| Green Bay Packers                                | 27     | Indianapolis Colts   | 30     | Lucas Oil Stadium              |
| Cleveland Browns                                 | 27     | New York Giants      | 41     | MetLife Stadium                |
| Atlanta Falcons                                  | 24     | Washington Redskins  | 17     | FedEx Field                    |
| Miami Dolphins                                   | 17     | Cincinnati Bengals   | 13     | Paul Brown Stadium             |
| Baltimore Ravens                                 | 9      | Kansas City Chiefs   | 6      | Arrowhead Stadium              |
| Seattle Seahawks                                 | 16     | Carolina Panthers    | 12     | Bank of America Stadium        |
| Chicago Bears                                    | 41     | Jacksonville Jaguars | 3      | Jacksonville Municipal Stadium |
| Denver Broncos                                   | 21     | New England Patriots | 31     | Gillette Stadium               |
| Buffalo Bills                                    | 3      | San Francisco 49ers  | 45     | Candlestick Park               |
| Tennessee Titans                                 | 7      | Minnesota Vikings    | 30     | Hubert H. Humphrey Metrodome   |
| San Diego Chargers                               | 24     | New Orleans Saints   | 31     | Mercedes-Benz Superdome        |
| 8 de outubro de 2012                             |        |                      |        |                                |
| Houston Texans                                   | 23     | New York Jets        | 17     | MetLife Stadium                |
| Não jogaram: Cowboys, Lions, Raiders, Buccaneers |        |                      |        |                                |

| Semana 6                                      |        |                      |        |                               |
| Time visitante                                | Pontos | Time da casa         | Pontos | Local do jogo                 |
| 11 de outubro de 2012                         |        |                      |        |                               |
| Pittsburgh Steelers                           | 23     | Tennessee Titans     | 26     | LP Field                      |
| 14 de outubro de 2012                         |        |                      |        |                               |
| Kansas City Chiefs                            | 10     | Tampa Bay Buccaneers | 38     | Raymond James Stadium         |
| Indianapolis Colts                            | 9      | New York Jets        | 35     | MetLife Stadium               |
| Cincinnati Bengals                            | 24     | Cleveland Browns     | 34     | Cleveland Browns Stadium      |
| Detroit Lions                                 | 26     | Philadelphia Eagles  | 23     | Lincoln Financial Field       |
| Oakland Raiders                               | 20     | Atlanta Falcons      | 23     | Georgia Dome                  |
| St. Louis Rams                                | 14     | Miami Dolphins       | 17     | Sun Life Stadium              |
| Dallas Cowboys                                | 29     | Baltimore Ravens     | 31     | M&T Bank Stadium              |
| Buffalo Bills                                 | 19     | Arizona Cardinals    | 16     | University of Phoenix Stadium |
| New England Patriots                          | 23     | Seattle Seahawks     | 24     | CenturyLink Field             |
| New York Giants                               | 26     | San Francisco 49ers  | 3      | Candlestick Park              |
| Minnesota Vikings                             | 26     | Washington Redskins  | 38     | FedEx Field                   |
| Green Bay Packers                             | 42     | Houston Texans       | 24     | Reliant Stadium               |
| 15 de outubro de 2012                         |        |                      |        |                               |
| Denver Broncos                                | 35     | San Diego Chargers   | 24     | Qualcomm Stadium              |
| Não jogaram: Panthers, Bears, Jaguars, Saints |        |                      |        |                               |

| Semana 7                                                          |        |                      |        |                              |
| Time visitante                                                    | Pontos | Time da casa         | Pontos | Local do jogo                |
| 18 de outubro de 2012                                             |        |                      |        |                              |
| Seattle Seahawks                                                  | 6      | San Francisco 49ers  | 13     | Candlestick Park             |
| 21 de outubro de 2012                                             |        |                      |        |                              |
| Arizona Cardinals                                                 | 14     | Minnesota Vikings    | 21     | Hubert H. Humphrey Metrodome |
| Dallas Cowboys                                                    | 19     | Carolina Panthers    | 14     | Bank of America Stadium      |
| New Orleans Saints                                                | 35     | Tampa Bay Buccaneers | 28     | Raymond James Stadium        |
| Green Bay Packers                                                 | 30     | St. Louis Rams       | 20     | Edward Jones Dome            |
| Washington Redskins                                               | 23     | New York Giants      | 27     | MetLife Stadium              |
| Baltimore Ravens                                                  | 13     | Houston Texans       | 43     | Reliant Stadium              |
| Tennessee Titans                                                  | 35     | Buffalo Bills        | 34     | Ralph Wilson Stadium         |
| Cleveland Browns                                                  | 13     | Indianapolis Colts   | 17     | Lucas Oil Stadium            |
| New York Jets                                                     | 26     | New England Patriots | 29     | Gillette Stadium             |
| Jacksonville Jaguars                                              | 23     | Oakland Raiders      | 26     | McAfee Coliseum              |
| Pittsburgh Steelers                                               | 24     | Cincinnati Bengals   | 17     | Paul Brown Stadium           |
| 22 de outubro de 2012                                             |        |                      |        |                              |
| Detroit Lions                                                     | 7      | Chicago Bears        | 13     | Soldier Field                |
| Não jogaram: Falcons, Broncos, Chiefs, Dolphins, Eagles, Chargers |        |                      |        |                              |

| Semana 8                                    |        |                     |        |                               |
| Time visitante                              | Pontos | Time da casa        | Pontos | Local do jogo                 |
| 25 de outubro de 2012                       |        |                     |        |                               |
| Tampa Bay Buccaneers                        | 36     | Minnesota Vikings   | 17     | Hubert H. Humphrey Metrodome  |
| 28 de outubro de 2012                       |        |                     |        |                               |
| Indianapolis Colts                          | 19     | Tennessee Titans    | 13     | LP Field                      |
| Dallas Cowboys                              | 19     | Pittsburgh Steelers | 13     | Heinz Field                   |
| Seattle Seahawks                            | 24     | Detroit Lions       | 28     | Ford Field                    |
| Carolina Panthers                           | 22     | Chicago Bears       | 23     | Soldier Field                 |
| Jacksonville Jaguars                        | 15     | Green Bay Packers   | 24     | Lambeau Field                 |
| Miami Dolphins                              | 30     | New York Jets       | 9      | MetLife Stadium               |
| San Diego Chargers                          | 6      | Cleveland Browns    | 7      | Qualcomm Stadium              |
| New England Patriots                        | 45     | St. Louis Rams      | 7      | Wembley Stadium               |
| Atlanta Falcons                             | 30     | Philadelphia Eagles | 17     | Lincoln Financial Field       |
| Oakland Raiders                             | 26     | Kansas City Chiefs  | 16     | Arrowhead Stadium             |
| New York Giants                             | 29     | Dallas Cowboys      | 24     | Cowboys Stadium               |
| New Orleans Saints                          | 14     | Denver Broncos      | 34     | INVESCO Field at Mile High    |
| 29 de outubro de 2012                       |        |                     |        |                               |
| San Francisco 49ers                         | 24     | Arizona Cardinals   | 3      | University of Phoenix Stadium |
| Não jogaram: Ravens, Bills, Bengals, Texans |        |                     |        |                               |

| Semana 9                                 |        |                      |        |                                |
| Time visitante                           | Pontos | Time da casa         | Pontos | Local do jogo                  |
| 1 de novembro de 2012                    |        |                      |        |                                |
| Kansas City Chiefs                       | 13     | San Diego Chargers   | 31     | Hubert H. Humphrey Metrodome   |
| 4 de novembro de 2012                    |        |                      |        |                                |
| Arizona Cardinals                        | 17     | Green Bay Packers    | 31     | Lambeau Field                  |
| Detroit Lions                            | 31     | Jacksonville Jaguars | 14     | Jacksonville Municipal Stadium |
| Chicago Bears                            | 51     | Tennessee Titans     | 20     | LP Field                       |
| Denver Broncos                           | 31     | Cincinnati Bengals   | 23     | Paul Brown Stadium             |
| Carolina Panthers                        | 21     | Washington Redskins  | 13     | FedEx Field                    |
| Baltimore Ravens                         | 25     | Cleveland Browns     | 15     | Cleveland Browns Stadium       |
| Miami Dolphins                           | 20     | Indianapolis Colts   | 23     | Lucas Oil Stadium              |
| Buffalo Bills                            | 9      | Houston Texans       | 21     | Reliant Stadium                |
| Minnesota Vikings                        | 20     | Seattle Seahawks     | 30     | CenturyLink Field              |
| Tampa Bay Buccaneers                     | 42     | Oakland Raiders      | 32     | McAfee Coliseum                |
| Pittsburgh Steelers                      | 24     | New York Giants      | 20     | MetLife Stadium                |
| Dallas Cowboys                           | 13     | Atlanta Falcons      | 19     | Georgia Dome                   |
| 5 de novembro de 2012                    |        |                      |        |                                |
| Philadelphia Eagles                      | 13     | New Orleans Saints   | 28     | Mercedes-Benz Superdome        |
| Não jogaram: Patriots, Jets, 49ers, Rams |        |                      |        |                                |

| Semana 10                                         |        |                      |        |                                |
| Time visitante                                    | Pontos | Time da casa         | Pontos | Local do jogo                  |
| 8 de novembro de 2012                             |        |                      |        |                                |
| Indianapolis Colts                                | 27     | Jacksonville Jaguars | 10     | Jacksonville Municipal Stadium |
| 11 de novembro de 2012                            |        |                      |        |                                |
| San Diego Chargers                                | 24     | Tampa Bay Buccaneers | 34     | Raymond James Stadium          |
| Tennessee Titans                                  | 37     | Miami Dolphins       | 3      | Sun Life Stadium               |
| Buffalo Bills                                     | 31     | New England Patriots | 37     | Gillette Stadium               |
| Oakland Raiders                                   | 20     | Baltimore Ravens     | 55     | M&T Bank Stadium               |
| Denver Broncos                                    | 36     | Carolina Panthers    | 14     | Bank of America Stadium        |
| New York Giants                                   | 13     | Cincinnati Bengals   | 31     | Paul Brown Stadium             |
| Detroit Lions                                     | 24     | Minnesota Vikings    | 34     | Hubert H. Humphrey Metrodome   |
| Atlanta Falcons                                   | 27     | New Orleans Saints   | 31     | Mercedes-Benz Superdome        |
| New York Jets                                     | 7      | Seattle Seahawks     | 28     | CenturyLink Field              |
| Dallas Cowboys                                    | 38     | Philadelphia Eagles  | 23     | Lincoln Financial Field        |
| St. Louis Rams                                    | 24     | San Francisco 49ers  | 24     | Candlestick Park               |
| Houston Texans                                    | 13     | Chicago Bears        | 6      | Soldier Field                  |
| 12 de novembro de 2012                            |        |                      |        |                                |
| Kansas City Chiefs                                | 13     | Pittsburgh Steelers  | 16     | Heinz Field                    |
| Não jogaram: Cardinals, Browns, Packers, Redskins |        |                      |        |                                |

| Semana 11                                      |        |                      |        |                                     |
| Time visitante                                 | Pontos | Time da casa         | Pontos | Local do jogo                       |
| 15 de novembro de 2012                         |        |                      |        |                                     |
| Miami Dolphins                                 | 14     | Buffalo Bills        | 19     | Ralph Wilson Stadium                |
| 18 de novembro de 2012                         |        |                      |        |                                     |
| Cleveland Browns                               | 20     | Dallas Cowboys       | 23     | Cowboys Stadium                     |
| Cincinnati Bengals                             | 28     | Kansas City Chiefs   | 6      | Arrowhead Stadium                   |
| Jacksonville Jaguars                           | 37     | Houston Texans       | 43     | Reliant Stadium                     |
| New York Jets                                  | 27     | St. Louis Rams       | 13     | Edward Jones Dome                   |
| Tampa Bay Buccaneers                           | 27     | Carolina Panthers    | 21     | Bank of America Stadium             |
| Philadelphia Eagles                            | 6      | Washington Redskins  | 31     | FedEx Field                         |
| Green Bay Packers                              | 24     | Detroit Lions        | 20     | Ford Field                          |
| Arizona Cardinals                              | 19     | Atlanta Falcons      | 23     | Georgia Dome                        |
| New Orleans Saints                             | 38     | Oakland Raiders      | 17     | McAfee Coliseum                     |
| Indianapolis Colts                             | 24     | New England Patriots | 59     | Gillette Stadium                    |
| San Diego Chargers                             | 23     | Denver Broncos       | 30     | Sports Authority Field at Mile High |
| Baltimore Ravens                               | 13     | Pittsburgh Steelers  | 10     | Heinz Field                         |
| 19 de novembro de 2012                         |        |                      |        |                                     |
| Chicago Bears                                  | 7      | San Francisco 49ers  | 32     | Candlestick Park                    |
| Não jogaram: Vikings, Giants, Seahawks, Titans |        |                      |        |                                     |

| Semana 12              |        |                      |        |                                |
| Time visitante         | Pontos | Time da casa         | Pontos | Local do jogo                  |
| 22 de novembro de 2012 |        |                      |        |                                |
| Houston Texans         | 34     | Detroit Lions        | 31     | Ford Field                     |
| Washington Redskins    | 38     | Dallas Cowboys       | 31     | Cowboys Stadium                |
| New England Patriots   | 49     | New York Jets        | 19     | MetLife Stadium                |
| 25 de novembro de 2012 |        |                      |        |                                |
| Tennessee Titans       | 19     | Jacksonville Jaguars | 24     | Jacksonville Municipal Stadium |
| Buffalo Bills          | 13     | Indianapolis Colts   | 20     | Lucas Oil Stadium              |
| Pittsburgh Steelers    | 14     | Cleveland Browns     | 20     | Cleveland Browns Stadium       |
| Oakland Raiders        | 10     | Cincinnati Bengals   | 34     | Paul Brown Stadium             |
| Denver Broncos         | 17     | Kansas City Chiefs   | 9      | Arrowhead Stadium              |
| Seattle Seahawks       | 21     | Miami Dolphins       | 24     | Sun Life Stadium               |
| Atlanta Falcons        | 24     | Tampa Bay Buccaneers | 23     | Raymond James Stadium          |
| Minnesota Vikings      | 10     | Chicago Bears        | 28     | Soldier Field                  |
| Baltimore Ravens       | 16     | San Diego Chargers   | 13     | Qualcomm Stadium               |
| St. Louis Rams         | 31     | Arizona Cardinals    | 17     | University of Phoenix Stadium  |
| San Francisco 49ers    | 31     | New Orleans Saints   | 21     | Mercedes-Benz Superdome        |
| Green Bay Packers      | 10     | New York Giants      | 38     | MetLife Stadium                |
| 26 de novembro de 2012 |        |                      |        |                                |
| Carolina Panthers      | 30     | Philadelphia Eagles  | 22     | Lincoln Financial Field        |

| Semana 13              |        |                     |        |                                     |
| Time visitante         | Pontos | Time da casa        | Pontos | Local do jogo                       |
| 29 de novembro de 2012 |        |                     |        |                                     |
| New Orleans Saints     | 13     | Atlanta Falcons     | 23     | Georgia Dome                        |
| 2 de dezembro de 2012  |        |                     |        |                                     |
| Seattle Seahawks       | 23     | Chicago Bears       | 17     | Soldier Field                       |
| Houston Texans         | 24     | Tennessee Titans    | 10     | LP Field                            |
| New England Patriots   | 23     | Miami Dolphins      | 16     | Sun Life Stadium                    |
| Jacksonville Jaguars   | 18     | Buffalo Bills       | 34     | Ralph Wilson Stadium                |
| Indianapolis Colts     | 35     | Detroit Lions       | 33     | Ford Field                          |
| Carolina Panthers      | 21     | Kansas City Chiefs  | 27     | Arrowhead Stadium                   |
| Minnesota Vikings      | 14     | Green Bay Packers   | 23     | Lambeau Field                       |
| San Francisco 49ers    | 13     | St. Louis Rams      | 16     | Edward Jones Dome                   |
| Arizona Cardinals      | 6      | New York Jets       | 7      | MetLife Stadium                     |
| Tampa Bay Buccaneers   | 23     | Denver Broncos      | 31     | Sports Authority Field at Mile High |
| Pittsburgh Steelers    | 23     | Baltimore Ravens    | 20     | M&T Bank Stadium                    |
| Cincinnati Bengals     | 20     | San Diego Chargers  | 13     | Qualcomm Stadium                    |
| Cleveland Browns       | 20     | Oakland Raiders     | 17     | Cleveland Browns Stadium            |
| Philadelphia Eagles    | 33     | Dallas Cowboys      | 38     | Cowboys Stadium                     |
| 3 de dezembro de 2012  |        |                     |        |                                     |
| New York Giants        | 16     | Washington Redskins | 17     | FedEx Field                         |

| Semana 14              |        |                      |        |                                |
| Time visitante         | Pontos | Time da casa         | Pontos | Local do jogo                  |
| 6 de dezembro de 2012  |        |                      |        |                                |
| Denver Broncos         | 26     | Oakland Raiders      | 13     | McAfee Coliseum                |
| 9 de dezembro de 2012  |        |                      |        |                                |
| Baltimore Ravens       | 28     | Washington Redskins  | 31     | FedEx Field                    |
| Dallas Cowboys         | 20     | Cincinnati Bengals   | 19     | Paul Brown Stadium             |
| St. Louis Rams         | 15     | Buffalo Bills        | 12     | Ralph Wilson Stadium           |
| Philadelphia Eagles    | 23     | Tampa Bay Buccaneers | 21     | Raymond James Stadium          |
| Atlanta Falcons        | 20     | Carolina Panthers    | 30     | Bank of America Stadium        |
| Kansas City Chiefs     | 7      | Cleveland Browns     | 30     | Cleveland Browns Stadium       |
| San Diego Chargers     | 34     | Pittsburgh Steelers  | 24     | Heinz Field                    |
| Tennessee Titans       | 23     | Indianapolis Colts   | 27     | Lucas Oil Stadium              |
| New York Jets          | 17     | Jacksonville Jaguars | 10     | Jacksonville Municipal Stadium |
| Chicago Bears          | 14     | Minnesota Vikings    | 21     | Hubert H. Humphrey Metrodome   |
| Miami Dolphins         | 13     | San Francisco 49ers  | 27     | Candlestick Park               |
| Arizona Cardinals      | 00     | Seattle Seahawks     | 58     | CenturyLink Field              |
| New Orleans Saints     | 27     | New York Giants      | 52     | MetLife Stadium                |
| Detroit Lions          | 20     | Green Bay Packers    | 27     | Lambeau Field                  |
| 10 de dezembro de 2012 |        |                      |        |                                |
| Houston Texans         | 14     | New England Patriots | 42     | Gillette Stadium               |

| Semana 15              |        |                      |        |                               |
| Time visitante         | Pontos | Time da casa         | Pontos | Local do jogo                 |
| 13 de dezembro de 2012 |        |                      |        |                               |
| Cincinnati Bengals     | 34     | Seattle Seahawks     | 13     | CenturyLink Field             |
| 16 de dezembro de 2012 |        |                      |        |                               |
| Green Bay Packers      | 21     | Chicago Bears        | 13     | Soldier Field                 |
| Indianapolis Colts     | 17     | Houston Texans       | 29     | Reliant Stadium               |
| Denver Broncos         | 34     | Baltimore Ravens     | 17     | M&T Bank Stadium              |
| Jacksonville Jaguars   | 3      | Miami Dolphins       | 24     | Sun Life Stadium              |
| Washington Redskins    | 38     | Cleveland Browns     | 21     | Cleveland Browns Stadium      |
| Minnesota Vikings      | 36     | St. Louis Rams       | 22     | Edward Jones Dome             |
| Tampa Bay Buccaneers   | 00     | New Orleans Saints   | 41     | Mercedes-Benz Superdome       |
| New York Giants        | 00     | Atlanta Falcons      | 34     | Georgia Dome                  |
| Detroit Lions          | 10     | Arizona Cardinals    | 38     | University of Phoenix Stadium |
| Carolina Panthers      | 31     | San Diego Chargers   | 7      | Qualcomm Stadium              |
| Seattle Seahawks       | 50     | Buffalo Bills        | 17     | Rogers Centre (Canadá)        |
| Kansas City Chiefs     | 00     | Oakland Raiders      | 15     | McAfee Coliseum               |
| Pittsburgh Steelers    | 24     | Dallas Cowboys       | 27     | Cowboys Stadium               |
| San Francisco 49ers    | 41     | New England Patriots | 34     | Gillette Stadium              |
| 17 de dezembro de 2012 |        |                      |        |                               |
| New York Jets          | 10     | Tennessee Titans     | 14     | LP Field                      |

| Semana 16              |        |                      |        |                                     |
| Time visitante         | Pontos | Time da casa         | Pontos | Local do jogo                       |
| 22 de dezembro de 2012 |        |                      |        |                                     |
| Atlanta Falcons        | 31     | Detroit Lions        | 18     | Ford Field                          |
| 23 de dezembro de 2012 |        |                      |        |                                     |
| Oakland Raiders        | 6      | Carolina Panthers    | 17     | Bank of America Stadium             |
| Buffalo Bills          | 10     | Miami Dolphins       | 24     | Sun Life Stadium                    |
| Cincinnati Bengals     | 13     | Pittsburgh Steelers  | 10     | Heinz Field                         |
| New England Patriots   | 23     | Jacksonville Jaguars | 16     | Jacksonville Municipal Stadium      |
| Indianapolis Colts     | 20     | Kansas City Chiefs   | 13     | Arrowhead Stadium                   |
| New Orleans Saints     | 34     | Dallas Cowboys       | 31     | Cowboys Stadium                     |
| Washington Redskins    | 27     | Philadelphia Eagles  | 20     | Lincoln Financial Field             |
| St. Louis Rams         | 28     | Tampa Bay Buccaneers | 13     | Raymond James Stadium               |
| San Diego Chargers     | 27     | New York Jets        | 17     | MetLife Stadium                     |
| Tennessee Titans       | 7      | Green Bay Packers    | 55     | Lambeau Field                       |
| Minnesota Vikings      | 23     | Houston Texans       | 6      | Reliant Stadium                     |
| Cleveland Browns       | 12     | Denver Broncos       | 34     | Sports Authority Field at Mile High |
| Chicago Bears          | 28     | Arizona Cardinals    | 13     | University of Phoenix Stadium       |
| New York Giants        | 14     | Baltimore Ravens     | 33     | M&T Bank Stadium                    |
| San Francisco 49ers    | 13     | Seattle Seahawks     | 42     | CenturyLink Field                   |

| Semana 17              |        |                      |        |                                     |
| Time visitante         | Pontos | Time da casa         | Pontos | Local do jogo                       |
| 30 de dezembro de 2012 |        |                      |        |                                     |
| Tampa Bay Buccaneers   | 22     | Atlanta Falcons      | 17     | Georgia Dome                        |
| New York Jets          | 9      | Buffalo Bills        | 28     | Ralph Wilson Stadium                |
| Baltimore Ravens       | 17     | Cincinnati Bengals   | 23     | Paul Brown Stadium                  |
| Cleveland Browns       | 10     | Pittsburgh Steelers  | 24     | Heinz Field                         |
| Chicago Bears          | 26     | Detroit Lions        | 24     | Ford Field                          |
| Jacksonville Jaguars   | 20     | Tennessee Titans     | 38     | LP Field                            |
| Philadelphia Eagles    | 7      | New York Giants      | 42     | MetLife Stadium                     |
| Carolina Panthers      | 44     | New Orleans Saints   | 38     | Mercedes-Benz Superdome             |
| Houston Texans         | 16     | Indianapolis Colts   | 28     | Lucas Oil Stadium                   |
| Green Bay Packers      | 34     | Minnesota Vikings    | 37     | Hubert H. Humphrey Metrodome        |
| St. Louis Rams         | 13     | Seattle Seahawks     | 20     | CenturyLink Field                   |
| Miami Dolphins         | 00     | New England Patriots | 28     | Gillette Stadium                    |
| Kansas City Chiefs     | 3      | Denver Broncos       | 38     | Sports Authority Field at Mile High |
| Oakland Raiders        | 21     | San Diego Chargers   | 24     | Qualcomm Stadium                    |
| Arizona Cardinals      | 13     | San Francisco 49ers  | 27     | Candlestick Park                    |
| Dallas Cowboys         | 18     | Washington Redskins  | 28     | FedEx Field                         |

## Recordes e marcas históricas
- Ed Reed, do Baltimore Ravens, quebra o recorde de Rod Woodson de jardas após uma interceptação (1 497 jardas naquele momento da temporada).[14]
- Robert Griffin III, em sua estreia na liga, se tornou o único jogador da história da NFL a passar para mais de 300 jardas e 2 touchdowns sem lançar uma interceptação em sua estreia como profissional.[14]
- O chutador David Akers empata o recorde da NFL de chute de field goal mais longo da história (63 jardas).[15]
- O quarterback Peyton Manning se junta a Dan Marino e Brett Favre como os únicos jogadores a lançar para 400 ou mais touchdowns na carreira.[16]
- Semana 1: semana de abertura com maior número de pontos na história da NFL. O recorde agora é de 791 pontos, 3 a mais que o recorde anterior de 2002. Cinco times marcaram pelo menos 40 pontos, o que também é um recorde.[17]
- Recorde de quantidade de times (20) que começaram com 1 vitória e uma 1 derrota nos primeiros dois jogos.[18]
- Danny Amendola, do St. Louis Rams, conseguiu 12 recepções no primeiro tempo do jogo contra o Washington, na semana 2, empatando o recorde da NFL que pertence a Reggie Wayne do Indianapolis Colts, que o fez em 2007.[19]
- O Tennessee Titans quebrou o recorde da NFL com 5 touchdowns de mais de 60 jardas cada em um único jogo, contra os Lions na semana 3.[20]
- Na semana 3, no jogo entre New England Patriots e Baltimore Ravens, foi quebrado o recorde da liga com 13 first downs conseguidos por meio de faltas. New England conseguiu oito first downs e Baltimore cinco.[21]
- Drew Brees estabelece um recorde com 48 jogos seguidos com pelo menos um passe para touchdown na semana 5 contra o San Diego Chargers (o primeiro time que Brees jogou como profissional) quebrando a marca de Johnny Unitas que prevalecia desde 1960.[22]
- Charles Tillman e Lance Briggs quebram o recorde da liga interceptando passes para touchdown nas semanas 4 e 5 e se tornaram o primeiro par de jogadores do mesmo time a fazer isso na história da NFL.[23]
- Na semana 5, o San Francisco 49ers se tornou o primeiro time na história da NFL a conseguir 300 aéreas e 300 jardas terrestres em um único jogo, contra o Buffalo Bills.[24]
- Jacoby Jones, jogador do Baltimore Ravens, empatou o recorde da liga com um retorno de 108 jardas de kickoff, contra o Dallas Cowboys.[25]
- Chris Johnson, do Tennessee Titans, anotou um touchdown terrestre de  83 jardas no primeiro quarto da vitória do seu time contra o Buffalo Bills e se tornou o primeiro jogador na história da NFL com quatro touchdowns terrestres de 80 ou mais jardas na carreira.[26]
- Na semana 8, o New England agregou 350 jardas no ataque pelo 17º jogo seguido, quebrando um recorde da NFL que havia sido estabelecido pelo Rams de 1999-2000.[27]
- Ao permitir 530 jardas ao ataque do Denver Broncos na semana 8, o New Orleans Saints se tornou o primeiro time da NFL a ceder 400 ou mais jardas em sete jogos seguidos desde 1950, quando a STATS LLC começou a fazer a base de dados para estatísticas da Liga.[28] Este recorde aumentou para nove jogos quando os Eagles conquistaram 447 jardas ofensivas contra os Saints na semana 9 e os Falcons com mais 454 jardas na semana 10.[29]
- Jason Witten, jogador do Dallas Cowboys, conseguiu 18 recepções contra o New York Giants na semana 8. Este acabou se tornando um recorde da NFL por recepções feitas por um tight end, e também foi a terceira melhor marca na história da liga por um recebedor.[30]
- Na semana 8 da temporada regular, o quarterback Peyton Manning estendeu seu recorde de maior quantidade de jogos com 300 ou mais jardas na carreira com 68 partidas com estes números.[31]
- Na semana 9, Andrew Luck quebrou o recorde da National Football League com 433 jardas aéreas em um jogo, a melhor marca da história para um calouro (rookie), na vitória do Indianapolis Colts sobre o Miami Dolphins por 23 a 20.[32]
- O Chicago Bears, na semana 9 da liga, se tornou o primeiro time da NFL a anotar um touchdown aéreo, um terrestre, um de retorno de interceptação e um de chute/punt bloqueado, tudo em um único quarto.[33]
- Na semana 9, Charles Tillman se tornou o primeiro jogador da NFL a forçar quatro fumbles em um único jogo desde que esta estatística começou a ser computada em 1991.[33]
- Na semana 9, o calouro Doug Martin se tornou o primeiro jogador na história da liga a anotar touchdowns de 70, 65 e 45 ou mais jardas em um único jogo.[34] Ele se juntou a Mike Anderson, ex-jogador de Denver, como os únicos a conseguir 250 ou mais jardas terrestres e ainda anotar mais quatro touchdowns em um jogo.[35]
- Na semana 10, Jacoby Jones, jogador do Baltimore Ravens, se tornou o primeiro jogador na história da liga a conseguir dois retornos de kickoff de 105 ou mais jardas para touchdown na carreira. Os dois retornos para TD foram nesta temporada.[36]
- Andrew Luck quebra um recorde para um calouro com seis jogos com pelo menos 300 jardas.[37][38]
- Leon Washington, do Seahawks, retornou seu oitavo chute para touchdown na carreira, emptatando a melhor marca da história da NFL.[39]
- David Wilson, do NY Giants, quebra o recode do seu time de maior quantidade de jardas totais de scrimmage, com suas 327 jardas em 9 de dezembro de 2012, contra o Saints.[40]
- Calvin Johnson, recebedor dos Lions, quebra o recorde da NFL (que pertencia a Jerry Rice) de maior quantidade de jardas recebidas numa temporada, com 1 892 jardas totais.[41]
- Blair Walsh, dos Vikings, quebra o recorde da NFL de maior número de field goals de mais de 50 jardas feitos em um único ano.[42]
- Andrew Luck, dos Colts, quebra o recorde da liga com o maior número de jardas aéreas conquistadas em um ano por um quarterback novato (4 183 jardas).[43]
- Jason Witten, dos Cowboys, quebra o recorde da NFL de maior quantidade de recepções feitas por um tight end numa única temporada.[44]
- Adrian Peterson se torna o sétimo jogador na história da NFL que conseguiu agregar pelo menos 2 000 jardas terrestres em uma única temporada.[45]
- Os Patriots quebram o recorde da NFL com 444 first downs num ano.[46]
- Esta temporada quebrou um recorde da NFL com um total de 11 651 pontos marcados, uma média de 22,8 por jogo, a melhor marca desde a fusão AFL-NFL.[47]
- O New England Patriots empatou o recorde do St. Louis Rams de 1999-2001, de maior quantidade de temporadas seguidas (3) com 500 ou mais pontos marcados.
- Robert Griffin III quebrou o recorde, estabelecido por Ben Roethlisberger, de maior rating alcançado por um quarterback novato (102,4).
- Colin Kaepernick quebrou  o recorde de maior quantidade de jardas terrestres conquistados por um quarterback em uma única partida, com 181 jardas.[48]
- Tom Brady quebrou o recorde da liga de maior número de vitórias em pós-temporada por um jogador, com 17.[49]

## Pós-temporada
Os playoffs da temporada de 2012 da NFL começaram em 5 de janeiro de 2013 e terminaram no Super Bowl XLVII em 3 de fevereiro no Mercedes-Benz Superdome em Nova Orleães, Luisiana.
Nos Estados Unidos, a rede de televisão NBC foi responsável pela transmissão dos primeiros dois jogos de Wild Card (repescagem) dos playoffs. Já a Fox transmitiu o restante dos jogos da NFC. A CBS, por sua vez, exibiu os jogos da AFC e o Super Bowl.
No Brasil, todos os jogos de pós-temporada (incluindo a final do campeonato) foram transmitidos pela ESPN e pela TV Esporte Interativo.
| Tabela dos Playoffs |                                                 |                                                |
| Posição             | AFC                                             | NFC                                            |
| 1                   | Denver Broncos (Vencedor da divisão West)       | Atlanta Falcons (Vencedor da divisão South)    |
| 2                   | New England Patriots (Vencedor da divisão East) | San Francisco 49ers (Vencedor da divisão West) |
| 3                   | Houston Texans (Vencedor da divisão South)      | Green Bay Packers (Vencedor da divisão North)  |
| 4                   | Baltimore Ravens (Vencedor da divisão North)    | Washington Redskins (Vencedor da divisão East) |
| 5                   | Indianapolis Colts                              | Seattle Seahawks                               |
| 6                   | Cincinnati Bengals                              | Minnesota Vikings                              |

### Playoffs
|  |                                 |                                 |                                 |                  |                  |                                  |                                        |                                  |                                  |                                  |                                  |                              |                              |                              |  |  |  |  |
|  | 5 de janeiro – Reliant Stadium  | 5 de janeiro – Reliant Stadium  | 5 de janeiro – Reliant Stadium  |                  |                  | 13 de janeiro – Gillette Stadium | 13 de janeiro – Gillette Stadium       | 13 de janeiro – Gillette Stadium |                                  |                                  |                                  |                              |                              |                              |  |  |  |  |
|  | 5 de janeiro – Reliant Stadium  | 5 de janeiro – Reliant Stadium  | 5 de janeiro – Reliant Stadium  |                  |                  | 13 de janeiro – Gillette Stadium | 13 de janeiro – Gillette Stadium       | 13 de janeiro – Gillette Stadium |                                  |                                  |                                  |                              |                              |                              |  |  |  |  |
|  | 5 de janeiro – Reliant Stadium  | 5 de janeiro – Reliant Stadium  | 5 de janeiro – Reliant Stadium  |                  |                  | 13 de janeiro – Gillette Stadium | 13 de janeiro – Gillette Stadium       | 13 de janeiro – Gillette Stadium |                                  |                                  |                                  |                              |                              |                              |  |  |  |  |
|  | 5 de janeiro – Reliant Stadium  | 5 de janeiro – Reliant Stadium  | 5 de janeiro – Reliant Stadium  |                  |                  | 13 de janeiro – Gillette Stadium | 13 de janeiro – Gillette Stadium       | 13 de janeiro – Gillette Stadium |                                  |                                  |                                  |                              |                              |                              |  |  |  |  |
|  | 6                               | Cincinnati                      | 13                              |                  |                  | 13 de janeiro – Gillette Stadium | 13 de janeiro – Gillette Stadium       | 13 de janeiro – Gillette Stadium |                                  |                                  |                                  |                              |                              |                              |  |  |  |  |
|  | 6                               | Cincinnati                      | 13                              | 3                | Houston          | 28                               |                                        |                                  |                                  |                                  |                                  |                              |                              |                              |  |  |  |  |
|  | 3                               | Houston                         | 19                              | 3                | Houston          | 28                               |                                        |                                  | 20 de janeiro – Gillette Stadium | 20 de janeiro – Gillette Stadium | 20 de janeiro – Gillette Stadium |                              |                              |                              |  |  |  |  |
|  | 3                               | Houston                         | 19                              | 2                | New England      | 41                               |                                        |                                  | 20 de janeiro – Gillette Stadium | 20 de janeiro – Gillette Stadium | 20 de janeiro – Gillette Stadium |                              |                              |                              |  |  |  |  |
|  |                                 |                                 |                                 | 2                | New England      | 41                               |                                        |                                  | 20 de janeiro – Gillette Stadium | 20 de janeiro – Gillette Stadium | 20 de janeiro – Gillette Stadium |                              |                              |                              |  |  |  |  |
|  | AFC                             |                                 |                                 |                  |                  |                                  |                                        |                                  | 20 de janeiro – Gillette Stadium | 20 de janeiro – Gillette Stadium | 20 de janeiro – Gillette Stadium |                              |                              |                              |  |  |  |  |
|  | 6 de janeiro – M&T Bank Stadium | 6 de janeiro – M&T Bank Stadium | 6 de janeiro – M&T Bank Stadium | 4                | Baltimore        | 28                               |                                        |                                  |                                  |                                  |                                  |                              |                              |                              |  |  |  |  |
|  | 6 de janeiro – M&T Bank Stadium | 6 de janeiro – M&T Bank Stadium | 6 de janeiro – M&T Bank Stadium | 4                | Baltimore        | 28                               | 12 de janeiro – Sports Authority Field |                                  |                                  |                                  |                                  |                              |                              |                              |  |  |  |  |
|  | 6 de janeiro – M&T Bank Stadium | 6 de janeiro – M&T Bank Stadium | 6 de janeiro – M&T Bank Stadium |                  | 2                | New England                      | 13                                     |                                  |                                  |                                  |                                  |                              |                              |                              |  |  |  |  |
|  | 6 de janeiro – M&T Bank Stadium | 6 de janeiro – M&T Bank Stadium | 6 de janeiro – M&T Bank Stadium |                  | 2                | New England                      | 13                                     |                                  |                                  |                                  |                                  |                              |                              |                              |  |  |  |  |
|  | 5                               | Indianapolis                    | 9                               | Campeão da AFC   | Campeão da AFC   | Campeão da AFC                   |                                        |                                  |                                  |                                  |                                  |                              |                              |                              |  |  |  |  |
|  | 5                               | Indianapolis                    | 9                               | Campeão da AFC   | Campeão da AFC   | Campeão da AFC                   | 4                                      | Baltimore                        | 38                               |                                  |                                  |                              |                              |                              |  |  |  |  |
|  | 4                               | Baltimore                       | 24                              | Campeão da AFC   | Campeão da AFC   | Campeão da AFC                   | 4                                      | Baltimore                        | 38                               |                                  |                                  | 3 de fevereiro – Superdome   | 3 de fevereiro – Superdome   | 3 de fevereiro – Superdome   |  |  |  |  |
|  | 4                               | Baltimore                       | 24                              | Campeão da AFC   | Campeão da AFC   | Campeão da AFC                   | 1                                      | Denver                           | 35                               |                                  |                                  | 3 de fevereiro – Superdome   | 3 de fevereiro – Superdome   | 3 de fevereiro – Superdome   |  |  |  |  |
|  | Playoffs de Wild Card           |                                 |                                 |                  |                  |                                  | 1                                      | Denver                           | 35                               |                                  |                                  | 3 de fevereiro – Superdome   | 3 de fevereiro – Superdome   | 3 de fevereiro – Superdome   |  |  |  |  |
|  | Playoffs de Divisão             |                                 |                                 |                  |                  |                                  |                                        |                                  |                                  |                                  |                                  | 3 de fevereiro – Superdome   | 3 de fevereiro – Superdome   | 3 de fevereiro – Superdome   |  |  |  |  |
|  | 5 de janeiro – Lambeau Field    | 5 de janeiro – Lambeau Field    | 5 de janeiro – Lambeau Field    | A4               | Baltimore        | 34                               |                                        |                                  |                                  |                                  |                                  |                              |                              |                              |  |  |  |  |
|  | 5 de janeiro – Lambeau Field    | 5 de janeiro – Lambeau Field    | 5 de janeiro – Lambeau Field    | A4               | Baltimore        | 34                               | 12 de janeiro – Candlestick Park       |                                  |                                  |                                  |                                  |                              |                              |                              |  |  |  |  |
|  | 5 de janeiro – Lambeau Field    | 5 de janeiro – Lambeau Field    | 5 de janeiro – Lambeau Field    |                  | N2               | San Francisco                    | 31                                     |                                  |                                  |                                  |                                  |                              |                              |                              |  |  |  |  |
|  | 5 de janeiro – Lambeau Field    | 5 de janeiro – Lambeau Field    | 5 de janeiro – Lambeau Field    |                  | N2               | San Francisco                    | 31                                     |                                  |                                  |                                  |                                  |                              |                              |                              |  |  |  |  |
|  | 6                               | Minnesota                       | 10                              | Super Bowl XLVII | Super Bowl XLVII | Super Bowl XLVII                 |                                        |                                  |                                  |                                  |                                  |                              |                              |                              |  |  |  |  |
|  | 6                               | Minnesota                       | 10                              | Super Bowl XLVII | Super Bowl XLVII | Super Bowl XLVII                 | 3                                      | Green Bay                        | 31                               |                                  |                                  |                              |                              |                              |  |  |  |  |
|  | 3                               | Green Bay                       | 24                              | Super Bowl XLVII | Super Bowl XLVII | Super Bowl XLVII                 | 3                                      | Green Bay                        | 31                               |                                  |                                  | 20 de janeiro – Georgia Dome | 20 de janeiro – Georgia Dome | 20 de janeiro – Georgia Dome |  |  |  |  |
|  | 3                               | Green Bay                       | 24                              | Super Bowl XLVII | Super Bowl XLVII | Super Bowl XLVII                 | 2                                      | San Francisco                    | 45                               |                                  |                                  | 20 de janeiro – Georgia Dome | 20 de janeiro – Georgia Dome | 20 de janeiro – Georgia Dome |  |  |  |  |
|  |                                 |                                 |                                 |                  |                  |                                  | 2                                      | San Francisco                    | 45                               |                                  |                                  | 20 de janeiro – Georgia Dome | 20 de janeiro – Georgia Dome | 20 de janeiro – Georgia Dome |  |  |  |  |
|  | NFC                             |                                 |                                 |                  |                  |                                  |                                        |                                  |                                  |                                  |                                  | 20 de janeiro – Georgia Dome | 20 de janeiro – Georgia Dome | 20 de janeiro – Georgia Dome |  |  |  |  |
|  | 6 de janeiro – FedExField       | 6 de janeiro – FedExField       | 6 de janeiro – FedExField       | 2                | San Francisco    | 28                               |                                        |                                  |                                  |                                  |                                  |                              |                              |                              |  |  |  |  |
|  | 6 de janeiro – FedExField       | 6 de janeiro – FedExField       | 6 de janeiro – FedExField       | 2                | San Francisco    | 28                               | 13 de janeiro – Georgia Dome           |                                  |                                  |                                  |                                  |                              |                              |                              |  |  |  |  |
|  | 6 de janeiro – FedExField       | 6 de janeiro – FedExField       | 6 de janeiro – FedExField       |                  | 1                | Atlanta                          | 24                                     |                                  |                                  |                                  |                                  |                              |                              |                              |  |  |  |  |
|  | 6 de janeiro – FedExField       | 6 de janeiro – FedExField       | 6 de janeiro – FedExField       |                  | 1                | Atlanta                          | 24                                     |                                  |                                  |                                  |                                  |                              |                              |                              |  |  |  |  |
|  | 5                               | Seattle                         | 24                              | Campeão da NFC   | Campeão da NFC   | Campeão da NFC                   |                                        |                                  |                                  |                                  |                                  |                              |                              |                              |  |  |  |  |
|  | 5                               | Seattle                         | 24                              | Campeão da NFC   | Campeão da NFC   | Campeão da NFC                   | 5                                      | Seattle                          | 28                               |                                  |                                  |                              |                              |                              |  |  |  |  |
|  | 4                               | Washington                      | 14                              | Campeão da NFC   | Campeão da NFC   | Campeão da NFC                   | 5                                      | Seattle                          | 28                               |                                  |                                  |                              |                              |                              |  |  |  |  |
|  | 4                               | Washington                      | 14                              | Campeão da NFC   | Campeão da NFC   | Campeão da NFC                   | 1                                      | Atlanta                          | 30                               |                                  |                                  |                              |                              |                              |  |  |  |  |
|  |                                 |                                 |                                 |                  |                  |                                  | 1                                      | Atlanta                          | 30                               |                                  |                                  |                              |                              |                              |  |  |  |  |

## Prêmios

### Jogador da Semana/Mês
Os melhores jogadores, por posição, durante a temporada de 2012:
| Semana/ Mês | Ataque Jogador da Semana/Mês | Ataque Jogador da Semana/Mês  | Defensa Jogador da Semana/Mês | Defensa Jogador da Semana/Mês | Special Teams Jogador da Semana/Mês | Special Teams Jogador da Semana/Mês |
| Semana/ Mês | AFC                          | NFC                           | AFC                           | NFC                           | AFC                                 | NFC                                 |
| ----------- | ---------------------------- | ----------------------------- | ----------------------------- | ----------------------------- | ----------------------------------- | ----------------------------------- |
| 1           | Joe Flacco (Ravens)          | Robert Griffin III (Redskins) | Tracy Porter (Broncos)        | Ronde Barber (Buccaneers)     | Jeremy Kerley (Jets)                | Blair Walsh (Vikings)               |
| 2           | Reggie Bush (Dolphins)       | Hakeem Nicks (Giants)         | J. J. Watt (Texans)           | Calais Campbell (Cardinals)   | Adam Jones (Bengals)                | Tim Masthay (Packers)               |
| 3           | Jamaal Charles (Chiefs)      | Larry Fitzgerald (Cardinals)  | Michael Johnson (Bengals)     | Chris Clemons (Seahawks)      | Darius Reynaud (Titans)             | Lawrence Tynes (Giants)             |
| 4           | Tom Brady (Patriots)         | Aaron Rodgers (Packers)       | Donald Butler (Chargers)      | Patrick Willis (49ers)        | Matt Prater (Broncos)               | Greg Zuerlein (Rams)                |
| Setembro    | A. J. Green (Bengals)        | Matt Ryan (Falcons)           | J. J. Watt (Texans)           | Tim Jennings (Bears)          | Darius Reynaud (Titans)             | Percy Harvin (Vikings)              |
| 5           | Reggie Wayne (Colts)         | Drew Brees (Saints)           | Randy Starks (Dolphins)       | Charles Tillman (Bears)       | Shaun Suisham (Steelers)            | John Hekker (Rams)                  |
| 6           | Peyton Manning (Broncos)     | Aaron Rodgers (Packers)       | Jairus Byrd (Bills)           | Antrel Rolle (Giants)         | Jacoby Jones (Ravens)               | Jason Hanson (Lions)                |
| 7           | Chris Johnson (Titans)       | Adrian Peterson (Vikings)     | Lamarr Houston (Raiders)      | Charles Tillman (Bears)       | Devin McCourty (Patriots)           | Andy Lee (49ers)                    |
| 8           | Tom Brady (Patriots)         | Alex Smith (49ers)            | Wesley Woodyard (Broncos)     | Stevie Brown (Giants)         | Olivier Vernon (Dolphins)           | Davon House (Packers)               |
| Outubro     | Peyton Manning (Broncos)     | Aaron Rodgers (Packers)       | Cameron Wake (Dolphins)       | Charles Tillman (Bears)       | Sebastian Janikowski (Raiders)      | Lawrence Tynes (Giants)             |
| 9           | Andrew Luck (Colts)          | Doug Martin (Buccaneers)      | Ike Taylor (Steelers)         | Brian Urlacher (Bears)        | Trindon Holliday (Broncos)          | Sherrick McManis (Bears)            |
| 10          | Andy Dalton (Bengals)        | Jimmy Graham (Saints)         | Darius Butler (Colts)         | Richard Sherman (Seahawks)    | Jacoby Jones (Ravens)               | Dwayne Harris (Cowboys)             |
| 11          | Matt Schaub (Texans)         | Robert Griffin III (Redskins) | Von Miller (Broncos)          | Aldon Smith (49ers)           | Leodis McKelvin (Bills)             | Dan Bailey (Cowboys)                |
| 12          | Ray Rice (Ravens)            | Cam Newton (Panthers)         | D'Qwell Jackson (Browns)      | Janoris Jenkins (Rams)        | T. Y. Hilton (Colts)                | Leon Washington (Seahawks)          |
| Novembro    | Andre Johnson (Texans)       | Calvin Johnson (Lions)        | Von Miller (Broncos)          | Aldon Smith (49ers)           | Jacoby Jones (Ravens)               | Dekoda Watson (Buccaneers)          |
| 13          | Brady Quinn (Chiefs)         | Russell Wilson (Seahawks)     | Carlos Dunlap (Bengals)       | William Moore (Falcons)       | Shaun Suisham (Steelers)            | Greg Zuerlein (Rams)                |
| 14          | Tom Brady (Patriots)         | Adrian Peterson (Vikings)     | Cassius Vaughn (Colts)        | Luke Kuechly (Panthers)       | Travis Benjamin (Browns)            | David Wilson (Giants)               |
| 15          | Knowshon Moreno (Broncos)    | Colin Kaepernick (49ers)      | J. J. Watt (Texans)           | Brandon Carr (Cowboys)        | Sebastian Janikowski (Raiders)      | Blair Walsh (Vikings)               |
| 16          | Ray Rice (Ravens)            | Matt Ryan (Falcons)           | Geno Atkins (Bengals)         | Julius Peppers (Bears)        | Micheal Spurlock (Chargers)         | Red Bryant (Seahawks)               |
| 17          | Peyton Manning (Broncos)     | Alfred Morris (Redskins)      | Vontae Davis (Colts)          | Stevie Brown (Giants)         | Darius Reynaud (Titans)             | Blair Walsh (Vikings)               |
| Dezembro    | Peyton Manning (Broncos)     | Adrian Peterson (Vikings)     | J. J. Watt (Texans)           | London Fletcher (Redskins)    | Josh Brown (Bengals)                | Blair Walsh (Vikings)               |

| Semana | FedEx Air Jogador da Semana (Quarterbacks) | FedEx Ground Jogador da Semana (Running Backs) | Pepsi Max Novato da Semana       |
| ------ | ------------------------------------------ | ---------------------------------------------- | -------------------------------- |
| 1      | Robert Griffin III (Redskins)              | C. J. Spiller (Bills)                          | QB Robert Griffin III (Redskins) |
| 2      | Eli Manning (Giants)                       | Reggie Bush (Dolphins)                         | RB Trent Richardson (Browns)     |
| 3      | Joe Flacco (Ravens)                        | Jamaal Charles (Chiefs)                        | Andrew Luck (Colts)              |
| 4      | Tom Brady (Patriots)                       | Brandon Bolden (Patriots)                      | Robert Griffin III (Redskins)    |
| 5      | Alex Smith (49ers)                         | Ahmad Bradshaw (Giants)                        | Andrew Luck (Colts)              |
| 6      | Aaron Rodgers (Packers)                    | Shonn Greene (Jets)                            | Robert Griffin III (Redskins)    |
| 7      | Drew Brees (Saints)                        | Chris Johnson (Titans)                         | Alfred Morris (Redskins)         |
| 8      | Tom Brady (Patriots)                       | Doug Martin (Buccaneers)                       | Andrew Luck (Colts)              |
| 9      | Andrew Luck (Colts)                        | Doug Martin (Buccaneers)                       | Doug Martin (Buccaneers)         |
| 10     | Joe Flacco (Ravens)                        | Adrian Peterson (Vikings)                      | Russell Wilson (Seahawks)        |
| 11     | Matt Schaub (Texans)                       | Doug Martin (Buccaneers)                       | Robert Griffin III (Redskins)    |
| 12     | Robert Griffin III (Redskins)              | Arian Foster (Texans)                          | Robert Griffin III (Redskins)    |
| 13     | Russell Wilson (Seahawks)                  | Adrian Peterson (Vikings)                      | Robert Griffin III (Redskins)    |
| 14     | Tom Brady (Patriots)                       | Adrian Peterson (Vikings)                      | Alfred Morris (Redskins)         |
| 15     | Matt Ryan (Falcons)                        | Knowshon Moreno (Broncos)                      | Kirk Cousins (Redskins)          |
| 16     | Aaron Rodgers (Packers)                    | Jamaal Charles (Chiefs)                        | Robert Griffin III (Redskins)    |
| 17     | Peyton Manning (Broncos)                   | Alfred Morris (Redskins)                       | Alfred Morris (Redskins)         |

| Mês      | Novato do Mês      | Novato do Mês  |
| Mês      | Ataque             | Defensa        |
| -------- | ------------------ | -------------- |
| Setembro | Robert Griffin III | Chandler Jones |
| Outubro  | Doug Martin        | Casey Hayward  |
| Novembro | Robert Griffin III | Lavonte David  |
| Dezembro | Russell Wilson     | Luke Kuechly   |

### Prêmiações pela temporada
| Prêmio                                                       | Vencedor           | Posição       | Time                |
| ------------------------------------------------------------ | ------------------ | ------------- | ------------------- |
| AP Most Valuable Player ("Jogador Mais Valioso")             | Adrian Peterson    | Running back  | Minnesota Vikings   |
| AP Offensive Player of the Year ("Jogador de Ataque do Ano") | Adrian Peterson    | Running back  | Minnesota Vikings   |
| AP Defensive Player of the Year ("Jogador de Defesa do Ano") | J. J. Watt         | Defensive end | Houston Texans      |
| AP Coach of the Year ("Treinador do Ano")                    | Bruce Arians       | Treinador     | Indianapolis Colts  |
| AP Offensive Rookie of the Year ("Novato de Ataque do Ano")  | Robert Griffin III | Quarterback   | Washington Redskins |
| AP Defensive Rookie of the Year ("Novato de Defesa do Ano")  | Luke Kuechly       | Linebacker    | Carolina Panthers   |
| AP Comeback Player of the Year                               | Peyton Manning     | Quarterback   | Denver Broncos      |
| Pepsi Rookie of the Year ("Prêmio Pepsi Novato do Ano")      | Russell Wilson     | Quarterback   | Seattle Seahawks    |
| MVP do Super Bowl                                            | Joe Flacco         | Quarterback   | Baltimore Ravens    |